# Nummer 6
Nummer 6 (englisch The Prisoner ‚Der Gefangene‘) ist eine britische Fernsehserie aus dem Jahr 1967 von Patrick McGoohan, der auch die Hauptrolle spielt. Nachdem die namenlose Hauptfigur ihre Stelle als Agent beim britischen Geheimdienst gekündigt hat, wird sie an einen abgelegenen Ort verschleppt und dort als „Nummer 6“ festgehalten. Der oft wechselnde Leiter des Ortes, „Nummer 2“, versucht in jeder Folge, den Grund für die Kündigung herauszufinden. Im Gegenzug versucht „Nummer 6“, die Identität des Oberhauptes, „Nummer 1“, herauszufinden und dem Ort zu entkommen.
Die Außenaufnahmen wurden in Portmeirion, einem Hotelkomplex im nördlichen Wales, gedreht.
Die avantgardistische Serie weist bereits einige Merkmale der Postmoderne auf, auch wenn dieser Begriff zum Zeitpunkt der Produktion noch nicht etabliert war. Sie gilt als Meilenstein der Fernsehunterhaltung.

## Handlung

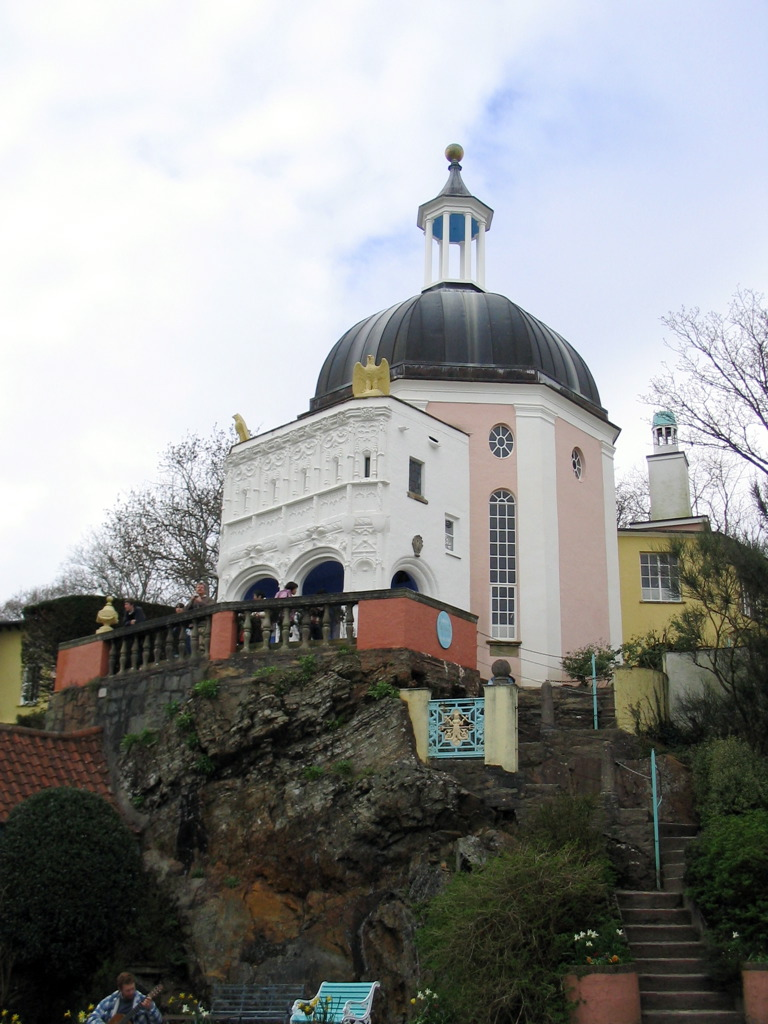
Portmeirion – Pantheon, in der Serie Amtssitz von „Nummer 2“

In der Einführungssequenz, die fast jeder Episode vorangestellt ist, wird der grundlegende Plot eingeführt: Der Protagonist, offensichtlich ein Agent des britischen Geheimdienstes, kündigt wütend seinen Job. Zurück in seiner Wohnung beginnt er, seine Sachen zu packen, und wird dabei durch einströmendes Gas betäubt. Später erwacht der Agent, scheinbar noch immer im selben Raum, an einem unbekannten Ort, The Village. Das Dorf ist durch eine mediterran anmutende Architektur gekennzeichnet und wird neben den Gefangenen auch von Wächtern bewohnt. Eine Unterscheidung zwischen beiden Gruppen ist nur schwer möglich, da die Bewohner allesamt Ferienkleidung tragen. Niemand in dem Dorf gibt ihm Auskunft darüber, wo er sich befindet. Fluchtversuche werden durch die Wächter und einen großen schwebenden weißen Ball namens „Rover“ (in der alten deutschen Fassung zunächst „Hystero“) verhindert, der Flüchtlinge bewusstlos drücken und sogar töten kann.
An Stelle eines Namens ist jeder Bewohner durch eine Nummer gekennzeichnet, die sich auf Ansteckplaketten, Wohnungsschildern oder Telefonen befindet. Die Hauptfigur, deren Name der Zuschauer nie erfährt, wird von allen als „Nummer 6“ bezeichnet. Der Verantwortliche im Ort ist eine Person, die als „Nummer 2“ bezeichnet und in fast jeder Episode von einer anderen Person verkörpert wird. Auch Frauen treten gelegentlich in dieser Rolle auf. Ziel von „Nummer 2“ ist es, den Grund der Kündigung von „Nummer 6“ herauszufinden. Zu diesem Zweck werden in vielen Folgen Instrumente der Gehirnwäsche eingesetzt, zum Beispiel durch Hypnose bedingtes Schnelllernen und Konditionierung mittels Elektroschocktherapie. Verhörtechniken bis zur Folter werden ebenso gezeigt. „Nummer 6“ besteht diese verwirrenden, surrealen Situationen, die seiner Zermürbung dienen sollen, nur aufgrund seines starken Willens und seiner logischen Denkfähigkeit. Ein wesentliches Motiv seines Widerstands ist das Beharren auf seiner Individualität und der persönlichen Freiheit.
Die letzte Folge der Originalserie (Fall Out) löste wegen des vielfach interpretierbaren Schlusses und der Verweigerung einer konventionellen „Auflösung“ der rätselhaften Handlung stürmische Proteste bei den englischen Zuschauern aus. Patrick McGoohan musste zeitweise sogar untertauchen, da Fans ihn vor seinem Haus belästigten. Er zog für sich und seine Familie die Konsequenzen und ließ sich in Kalifornien nieder, wo er bis zu seinem Tod lebte.

## Idee
Script-Editor George Markstein war von Beruf Journalist und widmete sich vor allem geheimdienstlichen Themen, begann dann auch als Schriftsteller und Drehbuchautor für das Fernsehen zu arbeiten. Aus seiner journalistischen Tätigkeit kannte er einen Ort in Schottland – das Anwesen Inverlair Lodge – wo der Britische Geheimdienst während des Krieges Agenten und Personen mit sensiblen Kenntnissen zu ihrem eigenen und dem Schutz des Landes interniert hatte. Dieses Wissen bildete die Basis, auf der er zusammen mit Patrick McGoohan, mit dem er bereits die Serie Geheimauftrag für John Drake (Secret Agent, auch: Danger Man, 1960) entwickelt hatte, die Grundidee zu Nummer 6 legte.
Die Episode Colony Three (1964) aus der Drake-Serie weist Parallelen mit Nummer 6 auf: So begibt sich Drake undercover an einen abgelegenen Ort irgendwo in Osteuropa hinter dem Eisernen Vorhang in einen exakten Nachbau einer typischen britischen Kleinstadt. Dieser wird von britischen Bürgern bewohnt, die aus unterschiedlichen Gründen die Fronten gewechselt haben (Liebe, Geld, Ideologie). Sie alle sind zu Trainingszwecken hier, um später unerkannt als Spione nach Großbritannien zurückzukehren. Niemand kann den Ort verlassen, alle stehen permanent unter Überwachung durch Verantwortliche im Hintergrund, die als „Nummer 1“ und „Nummer 2“ bezeichnet werden. Wie „Nummer 6“ erhält Drake eine Führung durch den Ort, und in einer Szene wird ein Bewohner Elektroschocks unterzogen. Es gelingt ihm am Ende, den Ort zu verlassen.

## Produktion
Ursprünglich plante Patrick McGoohan eine Miniserie mit sieben Episoden. Lew Grade, Chef von ITC Entertainment, wollte die Serie aber in die USA verkaufen und benötigte daher eine größere Anzahl an Episoden. Im Spätsommer 1966 fanden zunächst die Außenaufnahmen im walisischen Portmeirion statt. Es entstanden als erstes die Episoden: Die Ankunft, Freie Wahl, Schachmatt und Die Anklage. Den Abschluss der geplanten ersten Staffel bildete die Episode Pas de deux (Once Upon a Time).
Markstein verließ die Produktion vor Beendigung der ersten 13 Episoden aufgrund von Differenzen mit McGoohan über den möglichen Fortgang der Reihe. Nach Abschluss dieser ersten Folgen kam es zu einer Produktionspause von mehreren Monaten und McGoohan selbst übernahm seine erste Hollywoodrolle in Eisstation Zebra (Regie: John Sturges). Während seiner Abwesenheit, und als die ersten Folgen bereits im Fernsehen liefen, wurde beschlossen, weitere Episoden zu drehen und Nummer 6 nach 17 Episoden zu Ende zu bringen. Die Kosten waren extrem hoch und die Einschaltquoten schwach. Nach einigen personellen Wechseln nahm das Team die Produktion wieder auf. 1967 fanden zusätzliche Außenaufnahmen statt und unter großem Zeitdruck mussten neue Drehbücher entwickelt werden. Ein Ergebnis dieses Produktionsprozesses ist die Episode 2 : 2 = 2 (Do Not Forsake Me, Oh My Darling), in der die Persönlichkeit von „Nummer 6“ auf eine andere Person übertragen wurde. Dadurch wurde McGoohan nicht benötigt, und Nigel Stock konnte die Rolle von „Nummer 6“ komplett übernehmen. McGoohan selbst tritt erst kurz vor Ende in einer nach seiner Rückkehr aus den USA hergestellten Szene auf.
Nach weiteren vier produzierten Episoden wurde Pas de deux als quasi erster Teil zusammen mit Demaskierung (Fall Out) schließlich zum Doppelfinale.

## Prolog
Der Vorspann endet in jeder Episode mit einem Dialog zwischen „Nummer 6“ und „Nummer 2“. Ausnahmen sind die Episoden Die Ankunft, 2 : 2 = 2, Harmony und Demaskierung. In der deutschen Version wird der Text von der jeweiligen „Nummer 2“ gesprochen. Im Original spricht die amtierende „Nummer 2“ dagegen nur in den Episoden Die Glocken von Big Ben, A. B. und C., Der General, Die Anklage, Schachmatt und Pas de deux den Prolog. Die übrigen werden von Robert Rietty gesprochen.
Die Episoden Harmony (14) und Demaskierung (17) sind ohne Vorspann, stattdessen beginnt die Abschlussfolge mit einem zehnminütigen Zusammenschnitt der vorhergehenden Folge. Die Episode 2 : 2 = 2 (13) hat vor dem Vorspann noch eine zusätzliche Szene („pre-credit sequence“).

## Episoden
Die Reihenfolge der Episoden unterscheidet sich je nach Land oder ausstrahlendem Sender. Die Serie hatte ihre Fernsehpremiere nicht in Großbritannien, sondern in Kanada.
Harmony wurde bei der US-Erstausstrahlung von CBS nicht gezeigt. Bei der erneuten Ausstrahlung 1969 war die Reihe dann vollständig.
Die Episoden wurden in Deutschland in der so genannten britischen Standardreihenfolge ausgestrahlt. Die „richtige“ Reihenfolge ist umstritten.
| Nr. (ges.) | Nr. (St.) | Produktionsreihenfolge | Deutscher Titel         | Originaltitel                   | Premiere UK   | Dt. Premiere      | Premiere USA |
| ---------- | --------- | ---------------------- | ----------------------- | ------------------------------- | ------------- | ----------------- | ------------ |
| 1          | 1         | 1                      | Die Ankunft             | Arrival                         | 29. Sep. 1967 | 16.08.1969 (ZDF)  | 01.06.1968   |
| 2          | 2         | 5                      | Die Glocken von Big Ben | The Chimes of Big Ben           | 6. Okt. 1967  | 14.03.1970 (ZDF)  | 08.06.1968   |
| 3          | 3         | 10                     | A., B. und C.           | A., B. and C.                   | 13. Okt. 1967 | 25.10.1969 (ZDF)  | 22.06.1968   |
| 4          | 4         | 2                      | Freie Wahl              | Free for All                    | 20. Okt. 1967 | 31.07.2010 (ARTE) | 29.06.1968   |
| 5          | 5         | 7                      | Der Doppelgänger        | The Schizoid Man                | 27. Okt. 1967 | 31.07.2010 (ARTE) | 06.07.1968   |
| 6          | 6         | 11                     | Der General             | The General                     | 3. Nov. 1967  | 15.11.1969 (ZDF)  | 13.07.1968   |
| 7          | 7         | 13                     | Herzlichen Glückwunsch  | Many Happy Returns              | 10. Nov. 1967 | 13.09.1969 (ZDF)  | 20.07.1968   |
| 8          | 8         | 4                      | Die Anklage             | Dance of the Dead               | 17. Nov. 1967 | 03.01.1970 (ZDF)  | 27.07.1968   |
| 9          | 9         | 3                      | Schachmatt              | Checkmate                       | 24. Nov. 1967 | 29.11.1969 (ZDF)  | 17.08.1968   |
| 10         | 10        | 12                     | Hammer oder Amboss      | Hammer into Anvil               | 1. Dez. 1967  | 28.02.1970 (ZDF)  | 31.08.1968   |
| 11         | 11        | 8                      | Das Amtssiegel          | It’s Your Funeral               | 8. Dez. 1967  | 13.12.1969 (ZDF)  | 10.08.1968   |
| 12         | 12        | 9                      | Sinneswandel            | A Change of Mind                | 15. Dez. 1967 | 14.08.2010 (ARTE) | 24.08.1968   |
| 13         | 13        | 14                     | 2 : 2 = 2               | Do Not Forsake Me Oh My Darling | 22. Dez. 1967 | 24.01.1970 (ZDF)  | 03.08.1968   |
| 14         | 14        | 15                     | Harmony                 | Living in Harmony               | 29. Dez. 1967 | 21.08.2010 (ARTE) | –            |
| 15         | 15        | 16                     | 3 – 2 – 1 – 0           | The Girl Who Was Death          | 18. Jan. 1968 | 14.02.1970 (ZDF)  | 07.09.1968   |
| 16         | 16        | 6                      | Pas de deux             | Once Upon a Time                | 25. Jan. 1968 | 11.04.1970 (ZDF)  | 14.09.1968   |
| 17         | 17        | 17                     | Demaskierung            | Fall Out                        | 1. Feb. 1968  | 25.04.1970 (ZDF)  | 21.09.1968   |

Anmerkungen:
1. ↑  ATV strahlte die Serie nicht gleichzeitig im ganzen Land aus. Die früheste Ausstrahlung erfolgte bei ATV in Midlands/Grampian. In anderen Gegenden des UK erfolgte die Erstausstrahlung später.
2. ↑  ursprünglicher Titel: „The Queen’s Pawn“
3. ↑  ursprünglicher Titel: „Face Unknown“
4. 1 2  EA in Schottland, die EA bei ATV Midlands/Grampian erfolgte einen Tag später.
5. ↑  ursprünglicher Titel: „Degree Absolute“

## Besetzung und deutsche Fassung
Dreizehn Episoden der Serie wurden 1969 deutsch synchronisiert (Dialogbuch und -regie: Joachim Brinkmann) und zwischen August 1969 und April 1970 samstagnachts im ZDF ausgestrahlt. ARTE zeigte im Sommer 2010 Nummer 6 dann erstmals komplett: Die vier seinerzeit vom ZDF nicht bearbeiteten Episoden wurden dafür unter Dialogbuch und -regie von Frank Wesel synchronisiert. „Nummer 6“ wurde nun von Bernd Rumpf gesprochen, da sich die Stimme von McGoohans früherem Synchronsprecher Horst Naumann zu stark verändert hatte.
| Figur                  | Darsteller       | Deutscher Sprecher                          | Auftritte        |
| ---------------------- | ---------------- | ------------------------------------------- | ---------------- |
| „Nummer 6“             | Patrick McGoohan | Horst Naumann (1969)Bernd Rumpf (2010)      | durchgehend      |
| Butler                 | Angelo Muscat    |                                             | 14 Ep.           |
| Supervisor             | Peter Swanwick   | Leo Bardischewski (1969)Lothar Hinze (2010) | 8 Ep.            |
| „Nummer 2“             | Leo McKern       | Walter Reichelt                             | Ep. 2, 16 und 17 |
| „Nummer 2“             | Colin Gordon     | Ernst Fritz Fürbringer                      | Ep. 3, 6         |
| „Nummer 2“             | Guy Doleman      | Christian Marschall                         | Ep. 1            |
| „Nummer 2“             | George Baker     | Manfred Schott                              | Ep. 1            |
| „Nummer 2“             | Eric Portman     | Klaus Sonnenschein                          | Ep. 4            |
| „Nummer 2“             | Anton Rodgers    | Ilja Richter                                | Ep. 5            |
| „Nummer 2“             | Mary Morris      |                                             | Ep. 8            |
| „Nummer 2“             | Peter Wyngarde   | Herbert Weicker                             | Ep. 9            |
| „Nummer 2“             | Patrick Cargill  | Christian Marschall                         | Ep. 10           |
| „Nummer 2“             | Derren Nesbitt   | Jan Hendriks                                | Ep. 11           |
| „Nummer 2“             | John Sharp       | Peter Groeger                               | Ep. 12           |
| „Nummer 2“             | Clifford Evans   | Alf Marholm                                 | Ep. 13           |
| „Nummer 2“             | David Bauer      | Ernst Meincke                               | Ep. 14           |
| „Nummer 2“             | Kenneth Griffith | Gerd Duwner                                 | Ep. 15           |
| Richter                | Kenneth Griffith | Christian Marschall                         | Ep. 17           |
| Nadia                  | Nadia Gray       | Eva Pflug                                   | Ep. 2            |
| Engadine               | Katherine Kath   | Maria Landrock                              | Ep. 3            |
| Nummer 58              | Rachel Herbert   | Debora Weigert                              | Ep. 4            |
| Arbeitsvermittler      | George Benson    | Michael Pan                                 | Ep. 4            |
| Alison                 | Jane Merrow      | Gundi Eberhard                              | Ep. 5            |
| Nummer 12              | John Castle      | Volker Lechtenbrink                         | Ep. 6            |
| Mrs. Butterworth       | Georgina Cookson | Carola Höhn                                 | Ep. 7            |
| Beobachterin           | Norma West       | Ingrid Capelle                              | Ep. 8            |
| Turm                   | Ronald Radd      | Walter Reichelt                             | Ep. 9            |
| Tochter des Uhrmachers | Annette Andre    | Ursula Herwig                               | Ep. 7            |
| „Nummer 86“            | Angela Browne    | Christin Marquitan                          | Ep. 12           |
| Der Colonel/„Nummer 6“ | Nigel Stock      | Klaus Kindler                               | Ep. 13           |
| Seltzman               | Hugo Schuster    | Wolfgang Büttner                            | Ep. 13           |
| „Nummer 8“/The Kid     | Alexis Kanner    | Sascha Rotermund                            | Ep. 14           |
| „Nummer 48“            | Alexis Kanner    | Jürgen Claussen                             | Ep. 17           |

## Nummer 2
Obwohl in fast jeder Episode eine neue Nummer 2 auftritt, gibt es Ausnahmen von diesem Prinzip: Leo McKern ist in zwei Episoden die Nummer 2 (Die Glocken von Big Ben und Pas de deux) und tritt als besiegte ehemalige Nummer 2 nochmals in Demaskierung auf. Die von Nummer 6 überlistete Nummer 2 der Episode A, B & C (Colin Gordon) fungiert in Episode Der General erneut als Nummer 2 und wird erneut überlistet. Die Nummer 2 der Episode Hammer oder Amboss wurde vom selben Schauspieler gespielt (Patrick Cargill) wie Thorpe, ein illoyaler Assistent von Nummer 6 früherem Londoner Chef aus den Episoden Die Glocken von Big Ben und Herzlichen Glückwunsch. Die Nummer 2 der Episode 3 – 2 – 1 – 0 wird von Kenneth Griffith gespielt, der auch als Richter in der Schlussepisode Demaskierung auftritt.
Dreimal nehmen Frauen die Position der Nummer 2 ein (Rachel Herbert, Georgina Cookson und Mary Morris in den Episoden Freie Wahl, Herzlichen Glückwunsch und Die Anklage).

## Symbolik
Die Serie weist eine deutliche Verwendung von Ding-Symbolen auf. Darüber hinaus tauchen etliche Motive mit leitmotivischem Charakter in verschiedenen Episoden auf:

### Penny-Farthing-Hochrad
Das Penny-Farthing-Hochrad ist in der Serie allgegenwärtig und wird auf den Erkennungsmarken, den Hubschraubern, auf Konservendosen, an Taxis gezeigt und ist das Emblem des Ortes. Für Patrick McGoohan war es ein ironisches Symbol des Fortschritts, steht es doch gleichermaßen für Fortbewegung wie für Immobilität und Beharrung.

### Rover
Rover ist ein weißer Ballon, der im Dorf und seinen Außenbereichen eingesetzt wird, unter anderem um Gefangene an der Flucht zu hindern oder zu maßregeln. Er bewegt sich an Land schwebend und hüpfend fort und kann auch über und unter Wasser seine Aufgabe erfüllen, wobei er Flüchtige einfängt und umschließt. In der Regel betäubt er seine Opfer, kann diese aber auch töten (Der Doppelgänger). Er tritt im Vorspann und in zahlreichen Episoden in Erscheinung.
Patrick McGoohan erklärte, dass Rover unsere größte Furcht repräsentiere. Damit könne er alles sein, zum Beispiel das Unbekannte, die Invasion der Privatsphäre, Bürokratie, oder Steuern.

### Schach
Das Schachspiel wird in der Serie als wiederkehrendes Motiv verwendet und ist häufiger zu sehen. Das Spiel taucht bereits in der ersten Episode auf, die in der Feststellung gipfelt: „Wir sind alle Bauern“. In der Folge Schachmatt wird außerdem ein Schachturnier mit lebenden Menschen veranstaltet. Der Autor der Episode, Gerald Kelsey, hatte ein solches Schachturnier bei einem Deutschlandbesuch gesehen.
George Markstein sah internationale Spionage als eine Art Schachspiel an und brachte diese Ansicht in die Serie ein. Schachmatt kann als Interpretation dieser Sichtweise verstanden werden.

### Masken und Maskierung
Die Kleidung der Bewohner des Ortes ist sehr einheitlich. Neben zweifarbig gestreiften Sweatshirts und Feinstrickpullis, bunten Capes, Stroh- und Pepitahüten tragen die meisten weiße Hosen. Einige Männer, unter anderem „Nummer 6“, tragen außerdem braune (Mohair) bzw. blaue Sakkos, deren Revers einen weißen Saum aufweisen.
Masken und Kostüme bilden darüber hinaus zentrale Elemente einzelner Episoden. In Die Anklage entwickelt sich aus einer Karnevalsveranstaltung ein Prozess gegen „Nummer 6“. Richter und Beisitzer treten als Napoleon, Königin Elisabeth I. und als römischer Kaiser auf. „Nummer 6“ selbst trägt im Kontrast dazu einen Anzug aus seinem „richtigen“ Leben, den er als Kostüm zugewiesen bekommen hatte. Andere Figuren der Episode sind auf dem Ball entsprechend ihren Rollen verkleidet. So tritt die persönliche Beobachterin von „Nummer 6“ als gute Hirtin („Little Bo Beep“) auf. Ein ehemaliger Kollege von ihm, der auf seinen Wunsch hin als Charakterzeuge aufgerufen wird, wird als nicht mehr zum Sprechen fähiger Narr vorgeführt.
In der letzten Folge treten die Teilnehmer eines Tribunals, in dem „Nummer 6“ als Ehrengast teilnimmt, in weißen Kapuzenumhängen auf. Die Gäste tragen außerdem schwarz und weiß geteilte Gesichtsmasken. Auf ihren Namensschildern werden sie als „Reaktionäre“, „Abweichler“ oder „Nationalisten“ bezeichnet. Die Anklageschrift wird von der allegorischen Figur „Anarchie“ verlesen. „Nummer 1“ trägt in Demaskierung ebenfalls einen weißen Umhang. Unter seiner schwarz-weißen Maske trägt er zudem die Maske eines Affen, unter der das grinsende Gesicht von „Nummer 6“ zum Vorschein kommt.

### Parabelhaftigkeit
Die Serie beschränkt sich allerdings nicht bloß auf Ding-Symbole, sondern weist darüber hinaus einen überhaupt stark parabelhaften Charakter auf, der verschiedene Felder betrifft. Stefan Höltgen von F.LM – Texte zum Film betont diesbezüglich etwa, dass es durchaus möglich sei, The Prisoner auch abseits zeitgenössischer, politischer Diskurse zu bewerten:

‚“The Prisoner” lediglich als eine politische Parabel des Kalten Krieges und in dieser Hinsicht vielleicht als eine Variation und Reflexion von Agentengeschichten à la “James Bond” zu sehen, würde der Serie nicht gerecht. Hinter jeder Episode von “The Prisoner” verbirgt sich neben der politischen immer auch jeweils eine soziologische, psychologische oder philosophische Frage. Ob es um das Wesen der Identität in der Moderne geht, die Kafkaeske/Camus’sche Absurdität eines Anrennens gegen “die Macht” oder die Konstruktion des eigenen Lebens(ver)laufs durch Nacherzählung: “The Prisoner” findet für all diese Themen einen “Agenten”, der die durchleben kann: Nummer 6.‘

## Kultureller Einfluss
Die Serie, welche heute unter den Fans international Kultstatus genießt, ist nach heutigem Verständnis der Kategorie Mystery-Fernsehserien zuzuordnen und gilt somit als ein Vorläufer zu den späteren Mystery-Erfolgen wie Twin Peaks und Akte X.
Einen Ausschnitt des Dialoges, „I am not a number, I am a free man!“, der am Ende des Vorspanns gesprochen wird, spielte Iron Maiden im gleichnamigen Stück The Prisoner auf ihrem Album The Number of the Beast ein. Um diesen Satz verwenden zu dürfen, musste Rod Smallwood, der Manager von Iron Maiden, erst Patrick Mc Goohan telefonisch kontaktieren und diesen um seine Erlaubnis fragen. Grund dafür war, dass Mc Goohan sämtliche Urheberrechte an der Serie besaß. Das Stück Back in the Village von Iron Maiden im Album Powerslave bezieht sich thematisch ebenfalls auf die Serie: Questions are a burden / And answers are a prison for oneself.
Produzent J.J. Abrams attestierte Nummer 6 wesentlichen Einfluss auf seine Serien Lost und Alias. Auch Damon Lindelof, Co-Schöpfer von Lost und Showrunner von The Leftovers, zeigt sich von der Serie beeinflusst.
In der Zeichentrickserie Die Simpsons, Folge: Mr. X und der Website-Schund, findet sich Homer plötzlich als „Nummer 5“ auf einer Insel wieder, die dem Village sehr ähnelt. Dort trifft er unter anderem auch auf „Nummer 6“, dem Patrick McGoohan seine Stimme lieh. Homer kann von der Insel entkommen, indem er den weißen Ballon Rover mit einer Gabel zersticht. In der Simpsons-Episode In den Fängen einer Sekte gelingt es Marge, einer riesigen Blase, die an Rover erinnert, zu entkommen. Dazu wird eine Musik gespielt, die dem Titelthema von Ron Grainer stark ähnelt.
Ein Ausschnitt aus der Episode Arrival ist kurz in Matrix zu sehen. Der dystopische Film der Wachowskis weist starke inhaltliche Parallelen zu der Serie auf.
Auch ein „Ident“ der Gruppe Gorillaz weist Parallelen auf: Darin wird der aus einem Fenster starrende „2D“ – ähnlich wie „Nummer 6“ – mit einem durch den Briefschlitz geleiteten Gas außer Gefecht gesetzt, um schließlich an einem völlig anderem Ort wieder aufzuwachen.
In Roger Avarys Gangsterfilm Killing Zoe unterhalten sich die völlig unter Drogen stehenden Protagonisten während einer nächtlichen Autofahrt durch Paris über Drogen und die Episode A. B. und C. in Nummer 6.
Unter dem Slogan „Escape – to the totally New Renault 21!“ brachte der Automobilhersteller Renault 1989 in Großbritannien einen Fernsehwerbespot heraus, der vollständig auf dem Intro und Motiven der Serie Nummer 6 basiert. Schauplätze wie der Kontrollraum, Ausstattungsdetails wie der Kugelsessel von „Nummer 2“, der weiße Ballon Rover oder ein Anstecker mit der „21“ darauf sind originalgetreu nachempfunden. Der Spot lief etwa drei Monate lang.

## Adaptionen

### Computerspiel
1980 brachte Edu-Ware basierend auf der Serie ein gleichnamiges Textadventure für den Apple II heraus. In diesem muss der Spieler von einer Insel entkommen, ohne dabei jemals den dreistelligen Code preiszugeben, den er am Anfang des Spieles erhält. Das Spiel wurde einem Bericht zufolge als Trainingswerkzeug für Agenten der Central Intelligence Agency eingesetzt. 1982 erschien eine, als Prisoner 2 bezeichnete, Version mit besserer Grafik und kleineren Änderungen an der Spielmechanik, die auch für Atari 8-bit und IBM PC erhältlich war.

### Fernsehserie 2009
2009 entstand die sechsteilige Serie The Prisoner – Der Gefangene, die auf der gleichen Grundidee beruht, jedoch weder eine direkte Neuverfilmung noch eine Fortsetzung darstellt. Die Hauptrolle wird von Jim Caviezel gespielt. Im November 2009 lief die Neuauflage auf dem US-Sender AMC.

### Geplante Verfilmungen
Mehrere Regisseure, darunter Mel Gibson, unternahmen den Versuch, Nummer 6 für die Leinwand zu adaptieren, bis heute konnte allerdings keine Verfilmung realisiert werden.
1999 wurde Simon West für eine Kinoumsetzung engagiert, das Drehbuch sollte von Christopher McQuarrie verfasst werden.
Christopher Nolan plante ab 2006 eine Verfilmung der Serie, legte das Projekt jedoch 2009 auf Eis.
Zuletzt wurde Ridley Scott im Jahr 2016 mit einer Adaption betraut, ein Drehbuchentwurf stammt von William Monahan.

## DVD- und Blu-ray-Veröffentlichungen
- DVDs zu allen Folgen der Serie sind im Oktober 2006 in Deutschland erstmals in den Handel gekommen.
- Eine Neuauflage der DVDs sowie erstmals eine Blu-ray-Edition sind im November 2010 bei Koch Media erschienen. Als Quelle diente neu abgetastetes und überarbeitetes HD-Material.
- In Großbritannien ist die Serie seit 2009 in High Definition auf Blu-ray erhältlich.
- 2009 veröffentlichte A&E Network The Prisoner: The Complete Series in den USA auf Blu-ray.
- 2017 erschien über Network Distributing die Sammlerausgabe The Prisoner: 50th Anniversary Edition in Großbritannien auf Blu-ray und DVD.
- 2020 brachte Pidax eine neue deutsche DVD-Ausgabe (sieben Discs) auf den Markt, die inhaltlich identisch ist mit der 2010 von Koch Media veröffentlichten Edition. Das umfangreiche Booklet ist jedoch nicht enthalten.
- 2024 kündigte das australische Label Imprint Television eine limitierte Sammlerausgabe auf Blu-ray an, die auch neues Bonusmaterial bieten soll.

## Trivia
- Der weiße Ballon, der als „Wachhund“ des Ortes dient, war eine produktionstechnische Verlegenheitslösung. Nachdem erste Versuche mit einem mechanischen Gefährt fehlgeschlagen waren, griff man auf Wetterballons zurück, die man zufällig beobachtet hatte. Die teilweise mit Wasser gefüllten Ballons wurden an einem dünnen Seil gezogen und der Film anschließend rückwärts abgespielt. Daher müssen die Bewohner des Ortes häufig stillstehen, wenn der Ballon auftaucht. Im Original wird er in der Episode The Schizoid Man „Rover“ genannt. In der ursprünglichen deutschen Fassung wird er in Die Ankunft einmal „Hystero“ genannt. In der erst 2010 synchronisierten Episode Der Doppelgänger heißt er wie im Original „Rover“. Der weiße Ballon ist auch in der 2009er-Serie The Prisoner – Der Gefangene zu sehen.
- Die Lage des Ortes wird in der Serie widersprüchlich beschrieben. In Die Glocken von Big Ben wird gesagt, der Ort liege in Litauen, an der Ostsee, 30 Meilen von der polnischen Grenze entfernt, was auch zu der angeblichen Transportroute über Danzig und Kopenhagen nach London passt. (Die deutsche Fassung weicht hier ab und verlegt den Ort nach Bulgarien.) In Herzlichen Glückwunsch liegt der Ort hingegen auf einer Insel vor der Küste Marokkos. In Demaskierung befindet sich der Ort am Ende eines langen Tunnels, der zur A20 in Kent führt.[31]
- Patrick McGoohan gab seine Rolle als John Drake in der Serie Geheimauftrag für John Drake auf, um in Nummer 6 zu spielen. McGoohan bestritt allerdings immer, dass er in der Serie ebenfalls John Drake darstelle.[32] Dennoch sind einige Verbindungen beider Serien auffällig. So dient der Hauptdrehort von Nummer 6, Portmeirion, auch als Kulisse der allerersten Folge View from a Villa und weiterer in der ersten Staffel von Geheimauftrag für John Drake. Nummer 6 trifft zudem in der Folge 3 – 2 – 1 – 0 Potter, der auch als Kontaktmann von John Drake auftritt, beide Male dargestellt von Christopher Benjamin.
- Neben „Nummer 6“ treten nur wenige Figuren in mehreren Episoden auf. Dazu zählen der Butler von „Nummer 2“ (Angelo Muscat, 14 Episoden) und der Supervisor (Peter Swanwick, 8 Episoden).
- In der Serie sieht man häufig Lavalampen in den Häusern.
- „Nummer 6“ fährt einen Lotus Seven mit der Nummer KAR 120C.[33]
- Die Episode Herzlichen Glückwunsch kommt in der Originalfassung in den ersten 25 Minuten beinahe ohne Dialog aus. Zu hören ist lediglich der Prolog und wenige Worte, teilweise in unverständlicher Sprache. In der deutschen Synchronfassung liest der Sprecher von „Nummer 6“ die Tagebucheintragungen vor und übersetzt diese damit für den Zuschauer.
- Vor dem britischen Serienstart versuchte sich Alexis Kanner vor den Journalisten als Hochradfahrer, kam jedoch nur einige Schritte weit und stürzte.
- Six of One ist ein seit 1977 bestehender britischer Fanclub zur Serie, der auch regelmäßige Fantreffen am Drehort Portmeirion organisiert. Im Rahmen dieser Treffen wurden auch die Fanfilme Resolution und Village Day aufgeführt.